# منشأة اليعقوبية
منشأة اليعقوبية إحدى قرى مركز بسيون التابع لمحافظة الغربية بجمهورية مصر العربية. 

## التاريخ
أصلها من توابع كوم النجار حتى فصلت عنها في سنة 1228 هجري، وتنسب المنشأة إلى يعقوب بك علمي منشئ القرية وأحد أعيان طنطا في زمانه. ذكرت القرية في تعداد 1882 من توابع مركز محلة منوف، وفي التعددات اللاحقة من توابع مركز كفر الزيات حتى ذكرت في تعداد 1960 من توابع مركز بسيون.

## السكان
بلغ عدد سكان منشأة اليعقوبية 1274 نسمة حسب تقدير عام 2018.
| السنة  | 1882 | 1897 | 1907 | 1927 | 1947 | 1960 | 1976 | 1986 | 1996 | 2006  | 2018 |
| ------ | ---- | ---- | ---- | ---- | ---- | ---- | ---- | ---- | ---- | ----- | ---- |
| القرية | 246  | 347  | 337  | 264  | 336  | 448  | 708  | 835  | 920  | 1,066 | 1274 |